# Fuchsteufelswild (1952)
Fuchsteufelswild (Originaltitel: Foxy by Proxy) ist ein US-amerikanischer Zeichentrick-Kurzfilm von Friz Freleng aus dem Jahr 1952.

## Handlung
Berittene Jäger blasen in ihre Jagdhörner, um ihre Jagdhunde zu wecken. Einige kleinere Hunde kommen aus einer riesigen Hundehütte, gefolgt von einem großen Jagdhund, der von der Aussicht auf die Jagd begeistert ist – insbesondere von dem Moment, in dem der Fuchsschwanz abgeschnitten werden soll. Die Jäger und Hunde rennen über Bugs’ Kaninchenbau und wecken ihn dabei, wobei der größere Fuchsjagdhund zurückbleibt. Nachdem Bugs den größeren Hund dorthin schickt, wo die anderen Hunde hingelaufen sind, zieht er sich ein Fuchskostüm an und spielt dem großen Hund einen Streich. Bugs ist erstaunt darüber, dass der Hund ein Kaninchen nicht von einem Fuchs unterscheiden kann. Als der große Hund merkt, dass er reingelegt wurde, rennt er zurück zu dem Baum, an dem Bugs gestanden hatte, und findet diesen ohne Kostüm vor.
Anschließend legt Bugs, der wieder in sein Fuchskostüm geschlüpft ist, falsche Fuchsspuren, um die Hunde in die Irre zu führen. Die falschen Spuren führen schließlich zu Eisenbahnschienen, denen der Hund weiterhin folgt. Als der Hund endlich den kostümierten Bugs findet, meint dieser, dass der Hund doch eine Eisenbahn fangen müsse, da er Eisenbahnspuren gefolgt wäre. Kurz darauf hängt der Hund an der Vorderseite einer Lokomotive und ruft, er habe einen Zug erwischt.
(Dieses doppelte Wortspiel geht bei der Übersetzung verloren, da für „fox tracks“ (=Fuchsspuren) und „train tracks“ (=Bahnschienen) im Deutschen verschiedene Begriffe verwendet werden. Ebenso „fängt“ man im deutschen keinen Zug (to catch a train), sondern man nimmt bzw. kriegt ihn.)
Inzwischen haben die anderen Hunde Bugs in seinem Kostüm eingeholt und er versucht, ihnen zu entkommen, hat aber keinen Erfolg. Als er verrät, dass er ein Hase ist, erklärt einer der Hunde, dass sie jetzt Hasen jagen. Nach einer kurzen Verfolgungsjagd, bei der Bugs durch einen hohlen Baumstamm rennt, rennt Bugs wieder aus dem Baumstamm heraus, und während die Hunde wieder hineinrennen, dreht Bugs den Stamm dreimal, um sicherzustellen, dass die Hundemeute immer in Richtung der Klippe rennt. Die Hunde fallen schließlich die Klippe herunter. Während Bugs über ihr Unglück lacht und spöttisch verkündet, dass „diese Hunde es von ihm aus schaffen, einen Fuchsschwanz zu kriegen, jedoch niemals einen Hasenschwanz“, schleicht sich der große Hund hinterrücks an, schneidet Bugs den Schwanz ab und rennt mit diesem davon. Bugs zuckt mit den Schultern und sagt: „Nennt mich einfach Stummelchen!“

## Hintergrund
Der Film kam am 23. Februar 1952 als Teil der Warner-Bros.-Trickfilmreihe Merrie Melodies in die Kinos und wird als ein Remake von Von Füchsen und Hunden (Originaltitel: Of Fox and Hounds) aus dem Jahr 1940 angesehen. Im englischsprachigen Original wird Bugs Bunny von Mel Blanc gesprochen. Der große Jagdhund wird von Stan Freberg gesprochen, der in den Credits jedoch nicht erwähnt wurde. Die Originalversion ist in der am 10. August 2010 veröffentlichten DVD Looney Tunes Super Stars – Bugs Bunny: Hare Extraordinaire enthalten. Eine deutschsprachige Version des Films erschien 1997 unter dem Titel Fuchsteufelswild auf der Videokassette Bugs & Tweety – Miezekatzenjammer von Warner Home Video. Bugs Bunny wird hier von Sven Plate vertont.